# Красногригорівка
Красногриго́рівка —  село у Троїцькій селищній громаді Сватівського району Луганської області. Населення становить 53 особи.

## Населення

### Мова
Розподіл населення за рідною мовою за даними перепису 2001 року:
| Мова       | Кількість | Відсоток |
| ---------- | --------- | -------- |
| українська | 41        | 77.36%   |
| російська  | 12        | 22.64%   |
| Усього     | 53        | 100%     |